# Попутные перевозки
Попутные перевозки — разновидность грузовых перевозок, заключающихся в загрузке транспорта, совершающего холостой пробег до или после выполнения транспортного заказа.
Попутный груз — это груз, который может быть перевезён в то время, когда транспорт перемещается пустым до или после осуществления основной (первичной) транспортной заявки.

## Преимущества
Попутные перевозки способствуют увеличению коэффициента загрузки транспорта на протяжении всего маршрута до 1, повышение эффективности работы транспортных фирм и экономии средств отправителя груза, поскольку в стоимость перевозки не входит холостой пробег транспортного средства.
При выполнении попутной перевозки маршрут движения транспорта может быть изменён при перевозке попутного груза для получения транспортной фирмой наибольшей выгоды. Попутные перевозки требуют логистического анализа встречных коммерческих предложений, которые могут эффективно обрабатываться в частности информационными системами.
Следует различать попутные перевозки и сборные перевозки, где в одном направлении на одном транспорте перевозятся мелкогабаритные грузы различных заказчиков, при этом транспорт совершает челночные маршруты по заданным направлениям.